# Бабій Олекса
Оле́кса Бабі́й (14 березня 1893, Жолоби— після 10 травня 1967)— український військовий діяч, поручник Армії УНР. Кавалер орденів Хрест Симона Петлюри та Воєнний хрест.
Відповідно до українського законодавства є борцем за незалежність України у XX столітті.

## Біографія
Закінчив Жолобівську вчительську школу (1908) та Вінницьку вчительську семінарію (1912). В автобіографії 16 червня 1922 року писав:
| “1 вересня 1912 року поступив на посаду учителя Томашівської початкової школи на Поділлю. 28 лютого 1914 року поступив на посаду учителя математики по конкурсу в Степашську второклясову учительську школу. 17 травня 1917 року прийнятий до російського війська, демобілізувався 31 січня 1918 року. 1 вересня 1918 року поступив на посаду завідувача школи в с. Кетроси Ямпільського повіту на Поділлю. 26 жовтня 1919 року поступив до Армії УНР, в якій знаходжуся по цей час. 16 червня 1922 року, табір у Калішу”. |
Служив у Кінному полку імені гетьмана Івана Мазепи.
Подавав документи до Української Господарської академії в Подєбрадах, але не був прийнятий, напевно, через відсутність документів про освіту. Нагороджений Хрестом Симона Петлюри та Воєнним хрестом (10 травня 1967).